# Ironman North Carolina
Der Ironman North Carolina war eine 2016 im Oktober stattfindende Triathlon-Sportveranstaltung über die Ironman-Distanz (3,86 km Schwimmen, 180,2 km Radfahren und 42,195 km Laufen) in Wilmington.

## Organisation
Der Ironman North Carolina wurde erstmals am 22. Oktober 2016 im US-Bundesstaat North Carolina ausgetragen.
Bereits seit 2008 wurden hier im Oktober oder November mit dem „Beach2Battleship“ Rennen über die volle als auch die halbe Ironman-Distanz ausgetragen. 
Bei der achten Austragung 2015 waren hier etwa 2300 Athleten am Start.
Es wurden bei diesem Rennen in den verschiedenen Altersklassen 30 Startplätze (Slots) für den Ironman Hawaii vergeben. Am selben Tag fand hier mit dem Ironman 70.3 North Carolina auch ein Rennen über die halbe Ironman-Distanz statt.
Aufgrund der Folgen des Hurrikan Matthew und diversen Überschwemmungen musste das Rennen im Oktober 2016 auf einem verkürzten Kurs ausgetragen werden (80 statt 180,2 km Radfahren) und für 2017 wurde keine Fortführung mehr angekündigt.

## Siegerliste
| Datum/Jahr    | Männer       | Männer        | Männer        | Frauen       | Frauen        | Frauen        |
| Datum/Jahr    | Erster Platz | Zweiter Platz | Dritter Platz | Erster Platz | Zweiter Platz | Dritter Platz |
| ------------- | ------------ | ------------- | ------------- | ------------ | ------------- | ------------- |
| 22. Okt. 2016 | James Duff   | Cory Donohue  | Jamey Yon     | Amy Farrell  |               |               |

Ergebnisse PPD Beach2Battleship (Langdistanz):
| Datum/Jahr    | Männer             | Männer        | Männer           | Frauen              | Frauen          | Frauen        |
| Datum/Jahr    | Erster Platz       | Zweiter Platz | Dritter Platz    | Erster Platz        | Zweiter Platz   | Dritter Platz |
| ------------- | ------------------ | ------------- | ---------------- | ------------------- | --------------- | ------------- |
| 17. Okt. 2015 | Andrew Drobeck     | Dan Harris    | Corey Maarschalk | Amy Javens          | Jennifer Leiser | Alyssa Godeky |
| 25. Okt. 2014 | Vinny Johnson (SR) |               |                  | Alyssa Godesky (SR) |                 |               |
| 26. Okt. 2013 | Jeff Paul          |               |                  | Jackie Pearce       |                 |               |
| Okt. 2012     | Thomas Wood        |               |                  | Dee Atkins -3-      |                 |               |
| Okt. 2011     | Darrel Williams    |               |                  | Dee Atkins -2-      |                 |               |
| Okt. 2010     | Zach Ruble         |               |                  | Dee Atkins          |                 |               |
| 7. Nov. 2009  | Bjarne Møller -2-  |               |                  | Sara Tussey -2-     |                 |               |
| Okt. 2008     | Bjarne Møller      |               |                  | Sara Tussey         |                 |               |

Die Streckenrekorde werden hier gehalten von Vinny Johnson mit 8:28:24 h (2014) und bei den Frauen von Alyssa Godesky mit 9:22:57 h (2014).